# Cruzeiro (1990–1993)
O Cruzeiro (código ISO 4217 BRE), foi o padrão criado por conta do Plano Collor, sendo que a renomeação da moeda então existente no Brasil se deu pelo motivo de tentar evitar problema semelhante ao ocorrido quando do Plano Bresser, no qual ações judiciais pediam reparação por perdas na moeda então existente, sendo que os cruzados novos passaram a ser considerados tão somente para efeitos contábeis dos depósitos que ficaram contingenciados quando do confisco realizado quando do plano econômico.
Foi a moeda corrente do Brasil entre 16 de março de 1990 e 31 de julho de 1993, quando se introduziu o Cruzeiro Real.

## Cédulas
As primeiras cédulas deste padrão foram as mesmas do padrão Cruzado Novo que receberam um carimbo retangular com o valor no novo padrão, além de uma cédula emergencial no valor de 5 000 cruzeiros (Estampa B), cujo anverso mostrava a efígie simbólica da República lembrando muito vagamente a antiga cédula de 1 cruzeiro cujo design tinha sido realizado pelo Aloísio Magalhães e no reverso as Armas da República presente nas antigas moedas do padrão Cruzado, cujo último valor não-comemorativo (o de 10 cruzados) remanescente veio a sair de circulação com o Plano Collor.
Ainda em 1990, foram emitidas cédulas no novo padrão, com os valores de 100, 200, 500, 1 000 e a cédula permanente de 5 000 cruzeiros, cujo anverso era representado pela figura de Carlos Gomes e o reverso tinha o piano que pertenceu ao maestro.
Além disso, as cédulas do padrão cruzado remanescentes em circulação perderam o valor no decorrer deste mesmo ano.
Em 1991, por conta da alta inflação, foram lançadas as cédulas nos valores de 10 000 e de 50 000 cruzeiros, sendo que no ano seguinte por ocasião da ECO-92, foi lançada a nota de 100 000 cruzeiros, sendo que as notas nos valores de 50  e 100 cruzeiros (cédulas em geral com a denominação de "cruzados novos" presentes nas notas) perderam o valor, sendo substituídas por moedas que tiveram vida curta em circulação.
Em 1993, foi lançada a nota de 500 000 Cruzeiros, a última cédula deste padrão, que teve, em agosto do mesmo ano, cortados 3 zeros em função da troca de moedas para Cruzeiro Real. No segundo semestre daquele ano, logo antes do lançamento do Cruzeiro Real, o Conselho Monetário Nacional tinha um projeto de lançar cédulas nos valores de 1 000 000 e 5 000 000 de cruzeiros; no entanto, as cédulas nunca foram lançadas em circulação - os desenhos foram aproveitados nas cédulas de 1 000 e 5 000 cruzeiros reais, respectivamente.
| Valor        | Anverso                                  | Reverso                                                                                              |
| ------------ | ---------------------------------------- | --- |
| 100,00       | Cecília Meireles                         | O universo infantil e a imaginação através da literatura                                             |
| 200,00       | Efígie da República                      | Detalhe da tela a óleo "Pátria", de Pedro Bruno.                                                     |
| 500,00       | Augusto Ruschi                           | Ruschi estudando orquídeas e um beija-flor                                                           |
| 1.000,00     | Cândido Rondon                           | Casal de índios da nação Carajá                                                                      |
| 5.000,00     | Carlos Gomes                             | Partes do monumento a Gomes localizado em São Paulo e o piano que pertenceu ao maestro               |
| 10.000,00    | Vital Brazil                             | Um serpentário, com uma cobra muçurana devorando uma jararaca                                        |
| 50.000,00    | Luís da Câmara Cascudo                   | Cena da dança do Bumba-meu-boi                                                                       |
| 100.000,00   | Um beija-flor (Amazilia lactea) no ninho | Vista das Cataratas do Iguaçu                                                                        |
| 500.000,00   | Mário de Andrade                         | O escritor conversando com crianças e edifícios que representam o crescimento da cidade de São Paulo |
| 1.000.000,00 | Anísio Teixeira                          | Não foi revelado, mas deve ser o mesmo do que o reverso da nota de mil Cruzeiros Reais.              |
| 5.000.000,00 | Gaúcho                                   | Não foi revelado, mas deve ser o mesmo que o reverso da nota de cinco mil Cruzeiros Reais.           |

As cédulas emitidas nesse padrão, com exceção dos valores supracitados de 50 e de 100 cruzeiros, permaneceram válidas até a implementação do real em circulação, apesar de as cédulas inferiores a 5000 cruzeiros não serem encontradas em circulação no cotidiano por conta de seu valor irrisório desde fins de 1993.

## Moedas
As primeiras moedas deste padrão tiveram o seu design baseado nas moedas centesimais do padrão Cruzado Novo, sendo emitidas nos valores de 1, 5, 10 e 50 cruzeiros com o interesse de substituição as antigas cédulas do padrão Cruzado, que ainda estavam em circulação, sendo que as moedas de centavo do cruzado novo permaneciam com valor legal, apesar de se manterem em circulação tímida em 1990.
Em 1992, foram emitidas moedas comemorativas em prata com o valor nominal de "500 cruzeiros" (500 anos do descobrimento da América) e "2000 cruzeiros" (Eco 92) que ainda hoje são vendidas pelo Banco Central para colecionadores.
Além disso, foi lançada uma nova família de moedas, que neste padrão teve os valores de 100, 500 e 1 000 cruzeiros e tinham no anverso as imagens de animais ameaçados de extinção, bem como a moeda de 5 000 cruzeiros, comemorativa do bicentenário da morte de Tiradentes, sendo que essas moedas se destinaram à circulação comum.
Esta nova família de moedas inspirou as moedas do padrão posterior, o Cruzeiro Real.
| Moedas do Cruzeiro (1990–1993) | Moedas do Cruzeiro (1990–1993) | Moedas do Cruzeiro (1990–1993) | Moedas do Cruzeiro (1990–1993) | Moedas do Cruzeiro (1990–1993)                                                         |
| Reverso                        | Anverso                        | Valor                          | Período de Produção            | Descrição                                                                              |
| ------------------------------ | ------------------------------ | ------------------------------ | ------------------------------ | -------------------------------------------------------------------------------------- |
|                                |                                | Cr$1                           | 1990                           | Retrata um trecho do losango da Bandeira do Brasil e a constelação do Cruzeiro do Sul. |
|                                |                                | Cr$5                           | 1990–1992                      | Retrata um salineiro.                                                                  |
|                                |                                | Cr$10                          | 1990–1992                      | Retrata um seringueiro.                                                                |
|                                |                                | Cr$50                          | 1990–1992                      | Retrata uma baiana.                                                                    |
|                                |                                | Cr$100                         | 1992–1993                      | Retrata um peixe-boi.                                                                  |
|                                |                                | Cr$500                         | 1992–1993                      | Retrata uma tartaruga-marinha.                                                         |
|                                |                                | Cr$500                         | 1991                           | Comemorando o 500º anniversário do Descobrimento da América (1492–1992).               |
|                                |                                | Cr$1000                        | 1992–1993                      | Retrata um acará.                                                                      |
|                                |                                | Cr$2000                        | 1992                           | Comemoranto a Eco-92, sediada na cidade do Rio de Janeiro em 1992.                     |
|                                |                                | Cr$5000                        | 1992                           | Retrata o busto de Tiradentes e as palavras: "Liberdade", "Cidadania" e "Tiradentes".  |

As moedas emitidas nesse padrão, com exceção dos valores de 1 e de 5 cruzeiros, que viriam a perder o valor com a implementação do Cruzeiro Real permaneceram válidas até a chegada do real, mas eram escassas em circulação já em fins de 1993, quando as somas inferiores a cinco mil cruzeiros (então cinco cruzeiros reais) eram comumente desprezadas nos pagamentos bancários ou então eram substituídas no troco por balas nos supermercados.